# 金國賢
金國賢，京劇琴師、作曲家，上海人，1948年生，現任中國國家1級作曲員。
幼年學唱京劇老生，1959年考進上海市戲曲學校，習老生，青春期變聲（倒倉；倒嗓）後改習京劇胡琴，師從倪秋萍、吳大泉，盧文勤，1966年畢業後留校工作。
1969年調到革命現代京劇《龍江頌》參加作曲和演奏工作。
他參加現代京劇（京劇現代戲）《審椅子》、《黑水英魂》、《映山紅》；新編古裝京劇《孔雀东南飞》、《七侠五义》、《八仙过海》、《鬼怨》、《真假美猴王》、《六月雪》、《曹雪芹》、《风雨督陶路》、《扈三娘与王英》、《狸猫换太子》、《十五貫》、《大唐贵妃》、《成败萧何》、《王子复仇记》、《佛手橘》的唱腔設計或音樂設計工作。
曾應邀到台灣做唱腔設計和演奏工作，在台灣的唱腔設計作品有《秀色江山》和《閻羅夢》，在台灣錄製了《顧唱：顧正秋曲藝精華》1套5張音樂光盤，與林鑫濤共同擔任琴師和音樂指導，劉大鵬打鼓。
台北市立國樂團二胡首席張舒然是他的京劇胡琴（京胡）學生。